# Iskanderdarja

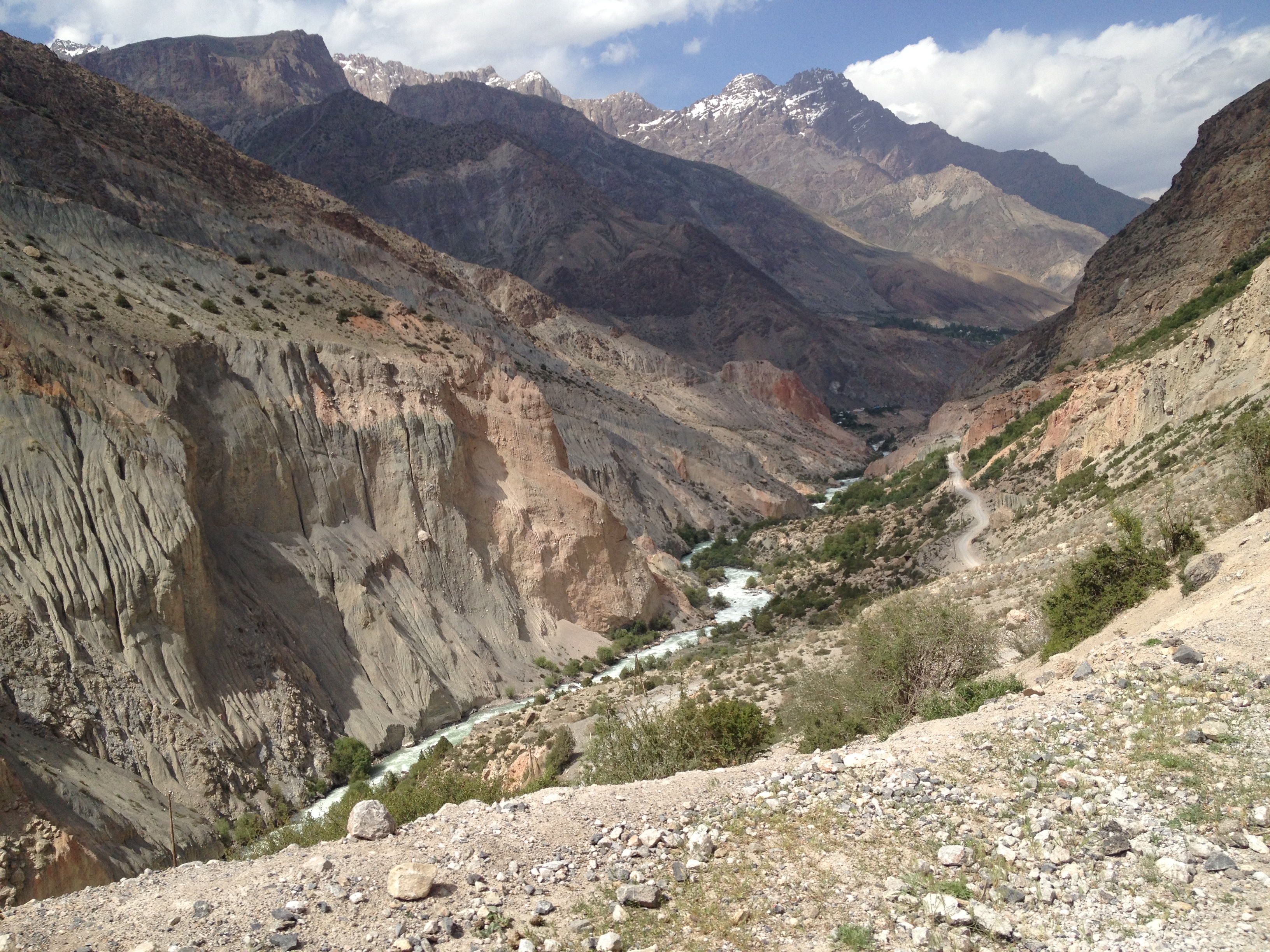

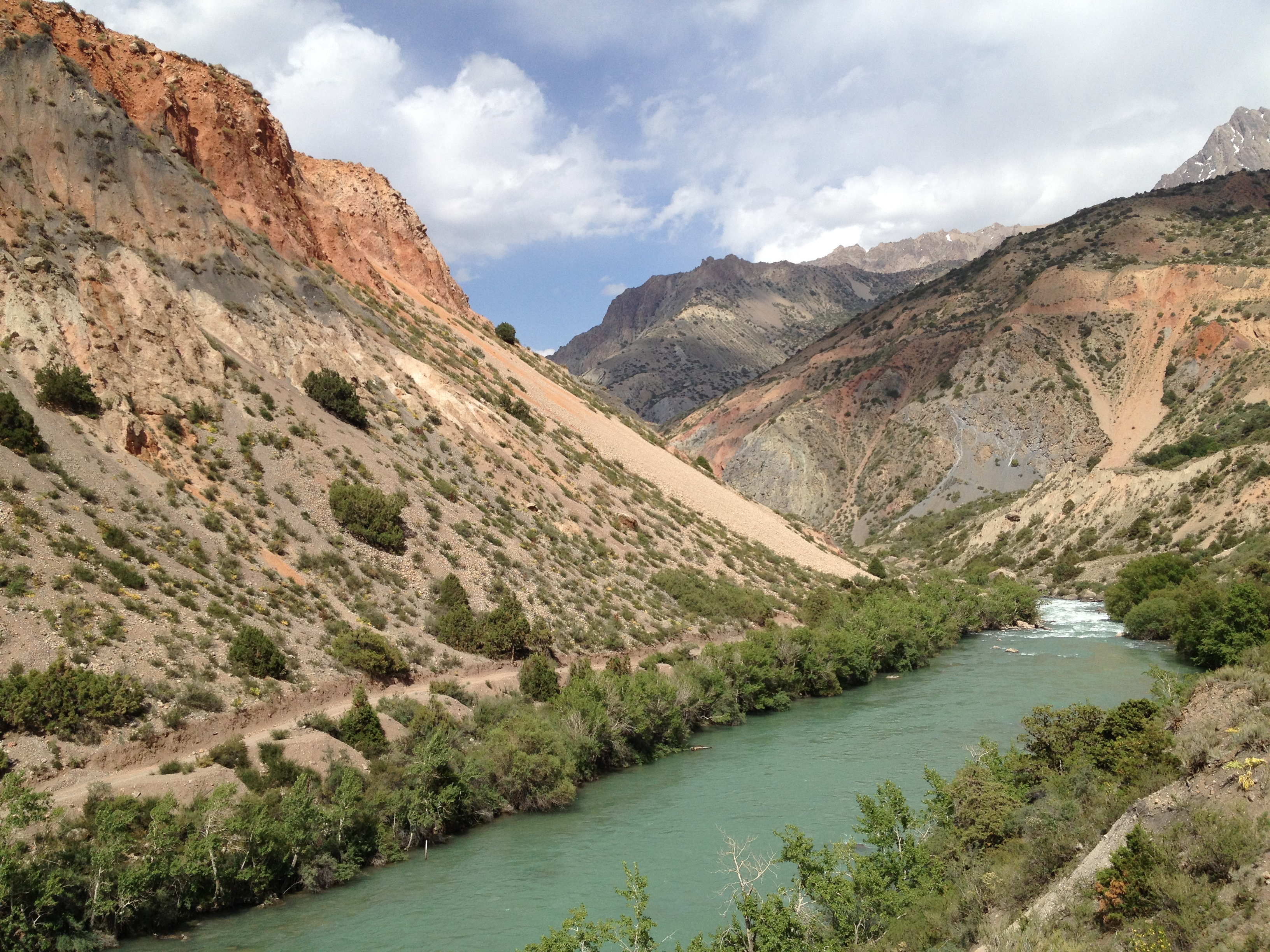

Der Iskanderdarja (tadschikisch Искандардарё; russisch Искандердарья́) ist der linke Quellfluss des Fandarja in Tadschikistan.
Der Iskanderdarja bildet den Abfluss des Moränensees Iskanderkul. Er fließt von dessen Nordostufer in überwiegend nordöstlicher Richtung durch eine meist enge Schlucht des Hissargebirges und erreicht nach ca. 20 km den Jagnob, mit dem er sich zum Fandarja vereinigt.
Der Iskanderdarja entwässert ein Areal von ca. 950 km². Am Pegel Istok am Abfluss aus dem Iskanderkul beträgt der mittlere Abfluss 18,7 m³/s. Im Juni und Juli führt der Iskanderdarja die höchsten Abflüsse.
Die Siedlungen Narwad, Dischik und Chaironbed liegen am Flusslauf. Die Zugangsstraße zum Iskanderkul führt durch das Tal.